# Riviera (kustremsa)
Riviera är en benämning på en kustremsa med badstränder och gott klimat, speciellt använt i turistsammanhang. Ordet används allmänt för att beskriva kustremsor som liknar den fransk-italienska Rivieran, med den franska rivieran (Côte d'Azur) och den italienska rivieran (Riviera ligure).
Krimhalvöns sydkust mot Svarta havet kallas stundom "ryska rivieran".[källa behövs]

## Övriga stränder som kallas rivieror
- Albanska rivieran
- Makarskas riviera
- Turkiska rivieran
- Polska rivieran
- Skånska rivieran
- Norrbottens riviera
- Tyska rivieran, södra Östersjökusten i Mecklenburg-Vorpommern
- Amerikanska rivieran - Miami Beach i Florida samt Santa Barbara i Kalifornien